# Ismail Khelil
Ismail Khelil (arabisch إسماعيل خليل, DMG Ismāʿīl Ḫalīl; * 11. Juli 1932 in Gafsa; † 20. November 2017) war ein tunesischer Diplomat, Wirtschaftsmanager und Politiker der Sozialistischen Destur-Partei, der unter anderem mehrmals Botschafter und Minister sowie 1990 Außenminister war.

## Leben
Khelil absolvierte ein Studium an der Universität Grenoble, das er mit einem Lizenziat abschloss, und trat nach der Unabhängigkeit Tunesiens von Frankreich 1956 in den diplomatischen Dienst ein. Zunächst war er zwischen 1957 und 1960 Sekretär an der Botschaft in Italien sowie danach von 1960 bis 1964 Botschaftsrat an der Botschaft in den USA. Nach einer anschließenden Verwendung im Außenministerium war er zwischen 1966 und 1969 Bürgermeister seine Geburtsstadt Gafsa und danach von 1969 bis 1972 Botschafter im Vereinigten Königreich, ehe er von 1972 bis 1978 Botschafter in Belgien war. Nach einer Verwendung von 1978 bis 1979 als Generaldirektor der Abteilung für Internationale Zusammenarbeit im Außenministerium, fungierte er zwischen 1979 und 1980 als Direktor der Fluggesellschaft Tunisair sowie von 1980 bis 1984 als Exekutivdirektor der Weltbank.
Am 18. Juni 1983 löste Khelil Mansour Moalla als Planungsminister ab und übte dieses Amt im Kabinett von Premierminister Mohamed Mzali sowie dessen Nachfolger Rachid Sfar bis zum 27. Oktober 1987, woraufhin Mohamed Ghannouchi sein Nachfolger wurde. Zugleich fungierte er als Nachfolger von Rachid Sfar zwischen dem 8. Juli 1986 und seiner Ablösung durch Nouri Zorgati am 27. Oktober 1987 als Finanzminister im Kabinett Sfar. Im Anschluss löste er 1987 Mohamed Skhiri als Gouverneur der Banque Centrale de Tunisie ab, der Zentralbank Tunesiens, und bekleidete diesen Posten bis zu seiner Ablösung durch Mohamed El Béji Hamda 1990.
Khelil selbst wurde im Anschluss am 3. März 1990 Nachfolger von Abdelhamid Escheikh als Außenminister im Kabinett von Premierminister Hamed Karoui, hatte dieses Amt aber nur wenige Monate bis zu seiner Ablösung durch Habib Boularès am 28. August 1990. Zuletzt fungierte er zwischen 1991 und 1994 als Botschafter in den USA.